# Honducor
La empresa Honducor, es una de las empresas estatales de la república de Honduras, su finalidad es el servicio de correo que empezó organizado en el siglo XIX, durante la administración del entonces Presidente Marco Aurelio Soto.

## Historia

### Antecedentes

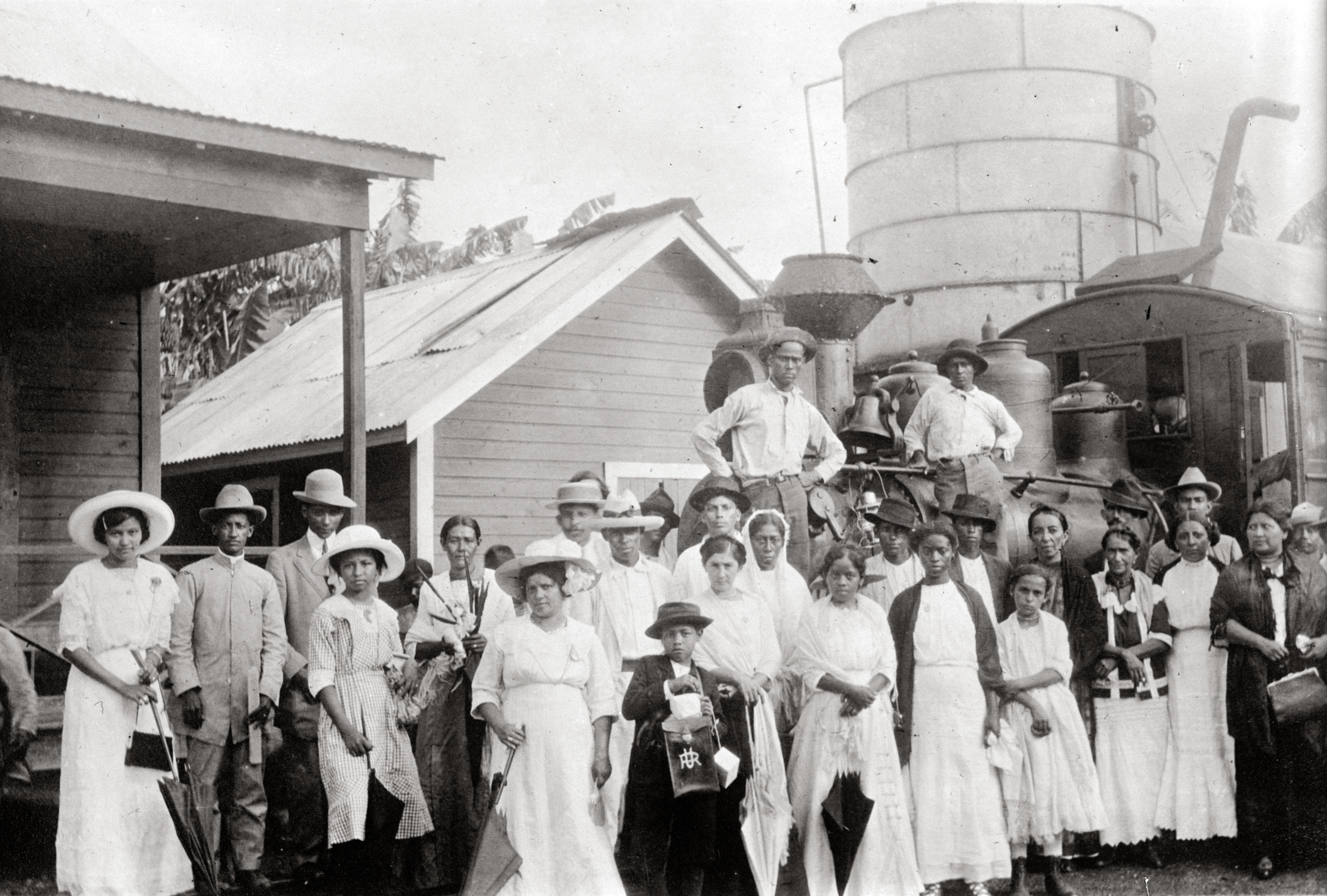
Estación del Ferrocarril en La Ceiba a principios del siglo XX

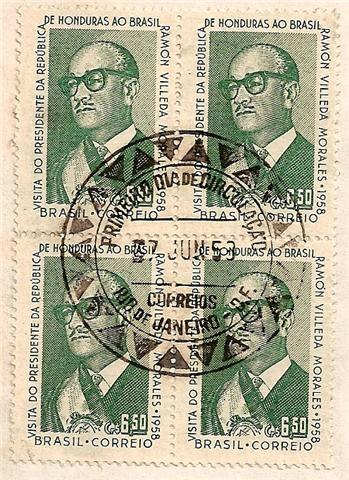
Estampilla conmemorativa de la visita del Presidente de Honduras, Dr. Ramón Villeda Morales, a la República Federativa de Brasil, durante el mes de junio de 1958.

Según la historia hondureña, la correspondencia que se realizaba entre la Provincia de Honduras, territorio de la Nueva España y los demás pueblos de la corona española y el mundo, se ha realizado desde tiempos de la colonia mediante transporte terrestre usando mulas y marítimo. 

### SigloXIX
En el ya conformado "Estado de Honduras" a partir de  1825, se gestionó la administración de la correspondencia, pero no fue hasta 1850 que se intentó organizar una primera oficina de correos, que no fue efectiva y funcional hasta 1877 con el nombre de Correos de Honduras, durante la gestión gubernamental del presidente constitucional Doctor Marco Aurelio Soto. El primer director de Correos de Honduras fue el cubano Tomás Estrada Palma, futuro primer presidente de Cuba. Más tarde, en 1879 la ya república de Honduras ingresa como miembro a la Unión Postal Universal, UPU.

### SigloXXy actual Honducor
Con la construcción de carreteras y las líneas férreas en la costa norte de Honduras, debido a las instalaciones de las empresas transnacionales estadounidenses, como la United Fruit Company, Cuyamel Fruit Company y las empresas mineras, el servicio de correo se fue expandiendo más, hasta alcanzar un mayor número de usuarios. 
En la década de 1920 se inicia el correo aéreo en el país y en 1926 Honduras ingresó a formar parte de la Unión Postal de las Américas, España y Portugal. En la década de los años 1930 es organizado el correo aéreo siendo uno de los primeros pilotos de aeronaves del correo el capitán de aviación José Rafael Aguilar quien realizó los primeros vuelos dentro del territorio nacional con el avión “Stinson” bautizado “Honduras”. Seguidamente se inicia con la organización del Correo nacional de Honduras para después pasar a denominarse Dirección General de Correos, siempre administrada por un funcionario de gobierno.
Ya en 1993 la Dirección General de Correos pasa a ser renombrada y reorganizada como la actual Empresa de Correos de Honduras (Honducor).

## Oficinas
Honducor opera con recursos propios y en parte también con recursos del Estado, para financiar 206 oficinas, para brindar el Servicio Postal Universal (SPU) a todos los hondureños.

### Códigos Postales de Honduras[2]
Departamentos y ciudades principales.
1. Departamento de Atlántida
  1. La Ceiba 31101
  2. Tela 31301
2. Departamento de Colón
  1. Trujillo 32101
  2. Tocoa 32301
3. Departamento de Comayagua
  1. Comayagua 12101
  2. Siguatepeque 12111
4. Departamento de Copán
  1. Santa Rosa de Copán 41101
  2. La Entrada 41202
5. Departamento de Cortés
  1. San Pedro Sula
    - Sector N.E. 21101
    - Sector N.O. 21102
    - Sector S.E. 21103
    - Sector S.O. 21104

  2. Puerto Cortés 21301
6. Departamento de Choluteca
  1. Choluteca 51101
  2. Pespire 51201
7. Departamento de El Paraíso
  1. Yuscarán 13101
  2. Danlí 13201
8. Departamento de Francisco Morazán
  1. Tegucigalpa 11101
  2. Comayagüela 12101
9. Departamento de Gracias a Dios
  1. Puerto Lempira 33101
10. Departamento de Intibucá
  1. La Esperanza 14101
  2. Jesús de Otoro 14201
11. Departamento de Islas de La Bahía (Bay Islands)
  1. Roatán 34101
12. Departamento de La Paz
  1. La Paz 15101
  2. Marcala 15201
13. Departamento de Lempira
  1. Gracias 42101
  2. Erandique 42201
14. Departamento de Ocotepeque
  1. Ocotepeque 43101
  2. San Marcos de Ocotepeque 43201
15. Departamento de Olancho
  1. Juticalpa 16101
  2. Catacamas 16201
16. Departamento de Santa Bárbara
  1. Santa Bárbara 22101
  2. Trinidad 22114
17. Departamento de Valle
  1. Nacaome 52101
  2. San Lorenzo 52102
18. Departamento de Yoro
  1. Yoro 23101
  2. El Progresso 23201